# Медзь (футбольний клуб)
«Медзь» (пол. Miedź Legnica) — польський футбольний клуб з міста Легниця, заснований 14 вересня 1971 року.

## Історія
«Медзь» переможець Кубка Польщі 1992 року, в фіналі обіграли по пенальті 4:3 «Гурник» (Забже). У матчі за суперкубок поступились чемпіону Польщі «Лех» (Познань) 2:4. 
Як переможець національного Кубка легницький клуб дебютував у Кубку володарів кубків сезону 1992—1993, де поступились торішньому фіналісту КВК «Монако» 0:1 в себе вдома та 0:0 на полі суперника.

## Хронологія виступів у національних змаганнях
| Сезон     | Ліга        | Місце | Кубок            |
| 1985/1986 | 3-я ліга    | 9     |                  |
| 1986/1987 | 3-я ліга    | 2     |                  |
| 1987/1988 | 3-я ліга    | 2     |                  |
| 1988/1989 | 3-я ліга    | 1     |                  |
| 1989/1990 | 2-а ліга    | 14    |                  |
| 1990/1991 | 2-а ліга    | 4     | 3-й раунд        |
| 1991/1992 | 2-а ліга    | 3     | Перемога         |
| 1992/1993 | 2-а ліга    | 7     | 1/8 фіналу       |
| 1993/1994 | 2-а ліга    | 3     | 2-й раунд        |
| 1994/1995 | 2-а ліга    | 8     | 3-й раунд        |
| 1995/1996 | 2-а ліга    | 11    | 1/16 фіналу      |
| 1996/1997 | 2-а ліга    | 7     | 1/16 фіналу      |
| 1997/1998 | 2-а ліга    | 14    | 2-й раунд        |
| 1998/1999 | 3-я ліга    | 2     | 3-й раунд        |
| 1999/2000 | 3-я ліга    | 7     |                  |
| 2000/2001 | 3-я ліга    | 2     | Попередній раунд |
| 2001/2002 | 3-я ліга    | 4     |                  |
| 2002/2003 | 3-я ліга    | 6     |                  |
| 2003/2004 | 3-я ліга    | 5     |                  |
| 2004/2005 | 3-я ліга    | 5     |                  |
| 2005/2006 | 3-я ліга    | 1     |                  |
| 2006/2007 | 2-а ліга    | 17    |                  |
| 2007/2008 | 3-я ліга    | 5     | 1-й раунд        |
| 2008/2009 | 2-а ліга    | 13    |                  |
| 2009/2010 | 2-а ліга    | 15    | Попередній раунд |
| 2010/2011 | 2-а ліга    | 4     | 1-й раунд        |
| 2011/2012 | 2-а ліга    | 1     | Попередній раунд |
| 2012/2013 | 1-а ліга    | 8     | 1/16 фіналу      |
| 2013/2014 | 1-а ліга    | 10    | 1/4 фіналу       |
| 2014/2015 | 1-а ліга    | 12    | 1/16 фіналу      |
| 2015/2016 | 1-а ліга    | 7     | 1/16 фіналу      |
| 2016/2017 | 1-а ліга    | 4     | 1/16 фіналу      |
| 2017/2018 | 1-а ліга    | 1     | 1/16 фіналу      |
| 2018/2019 | Екстракляса | 15    | 1/2 фіналу       |
| 2019/2020 | 1-а ліга    | 5     | 1/4 фіналу       |
| 2020/2021 | 1-а ліга    | 7     | 1/32 фіналу      |
| 2021/2022 | 1-а ліга    | 1     | 1/16 фіналу      |
| 2022/2023 | Екстракляса | 18    | Перший раунд     |
| 2023/2024 | 1-а ліга    | 8     | Перший раунд     |
| 2024/2025 | 1-а ліга    | 5     | 1/16 фіналу      |

## Досягнення
- Кубок Польщі:
  - Володар (1): 1992

- Суперкубок Польщі:
  - Фіналіст (1): 1992

## Участь в єврокубках
| Сезон   | Турнір                 | Раунд        | Супротивник | Вдома | На виїзді | Сумарно |
| ------- | ---------------------- | ------------ | ----------- | ----- | --------- | ------- |
| 1992–93 | Кубок володарів кубків | Перший раунд | Монако      | 0–1   | 0–0       | 0–1     |

## Відомі гравці
- Марцін Робак (2002–2005)
- Марцін Буркхардт (2013–2014)
- Гжегож Бартчак (2013–2020)
- Кевін Лафранс (2014–2016)
- Валерійс Шабала (2015–2016)
- Лукаш Ґарґула (2015–2019)
- Младен Бартулович (2017–2018)
- Артур Пікк (2018–2020)